# Xavier Darcos
Xavier Darcos (Limoges (Haute-Vienne), 14 de julho de 1947) é um político francês, acadêmico e que foi ministro da Educação no governo de François Fillon.

## Biografia
Darcos nasceu em 14 de julho de 1947 em Limoges, filho de Jean-Gabriel Darcos e Anne-Marie Banvillet.
Depois de obter um doutorado em estudos latinos pela Universidade de Bordeaux sob a direção de Jean-Pierre Néraudau e se tornar um professor emérito em letras e ciências sociais, ele começou a lecionar em 1968, primeiro em Périgueux, depois em um khâgne de Bordeaux de 1982 a 1987 e, finalmente, no lycée Louis-le-Grand, Paris de 1987 a 1992.
Em 1989, ele se tornou deputado do prefeito de Périgueux. Três anos depois, ele se tornou inspetor escolar sênior.
De 1993 a 1995 foi chefe de gabinete do Ministro da Educação François Bayrou, de 1995 a 1997 conselheiro do Primeiro Ministro Alain Juppé para questões de educação e cultura, e de 1995 a 1998, junto com François Bayroux e Claude Allègre, ele era o presidente dos inspetores escolares. De 1996 a 1999, ele também foi professor de literatura comparada na Universidade Paris IV.
Em 1997 tornou-se prefeito de Périgueux e foi reeleito em 2001 e 2005. Ele também foi eleito senador de Dordonha em 1998.
Em maio de 2002, ele se tornou Ministro da Educação Escolar no gabinete de Jean-Pierre Raffarin e, em 1 de abril de 2004, Ministro da Cooperação, Desenvolvimento e Francofonia.
É membro do Conselho Regional da Aquitânia desde 2004. Em 15 de junho de 2005, tornou-se embaixador da França na OCDE.
Em 2006, foi eleito membro da Academia de Ciências Morais e Políticas e foi seu secretário perpétuo de 2010 a 2017.
Desde 18 de maio de 2007, ele é o Ministro da Educação Nacional nos governos de François Fillon. Em março de 2008, ele não foi reeleito prefeito de Périgueux.
Em 2009, ele condenou como "criminosas" as declarações feitas pelo Papa Bento XVI, que alegou que os preservativos promovem a AIDS, quando na verdade ajudam a proteger contra ela.
Darcos foi eleito imortel da Académie française em 13 de junho de 2013.

## Obras publicadas
- Histoire de la littérature française, 1992
- Approches ovidiennes de la mort, 1995
- Mérimée, 1998
- Robert des grands écrivains de langue française, (com outros escritores)
- L'Art d'apprendre à ignorer, 2000
- Dictionnaire des mythes féminins, 2002 (com outros escritores)
- Lettre à tous ceux qui aiment l'école, 2003
- Deux voix pour une école, 2004 (com outros escritores)
- L'École de Jules Ferry, 2005 (Prix Louis-Pauwels em 2006)
- L'État et les Églises, 1905–2005, 2005
- L'État et les Églises, la question laïque, 2006
- Tacite, ses vérités sont les nôtres, 2007
- Bruno Neveu (1936–2004), Institut de France, 2007
- La escuela republicana en Francia, Prensas universitarias de Zaragoza, 2008 (ISBN 978-84-92521-38-8)
- René Haby par lui-même, en coll., INRP, 2009, (ISBN 2-7342-1100-9)
- L'école forme-t-elle encore des citoyens ?, avec Aurélie Filippetti, Frémeaux & Associés, 2008
- Peut-on améliorer l'école sans dépenser plus ?, avec Vincent Peillon, Magnard, 2009 (ISBN 978-2210747852)
- Ovide et la mort, PUF, Coll. « Hors collection », 2009 (ISBN 978-2-13-057818-5)
- Une anthologie historique de la poésie française, PUF, coll. « Hors collection », 2010 (ISBN 978-2-13-058506-0)
- Dictionnaire amoureux de la Rome antique, Plon, 2011 (ISBN 978-2-2592-1245-8)
- La Poésie française, Eyrolles, coll. « Mes passions », 2012 (ISBN 978-2-212-55533-2)
- Histoire de la littérature française, Hachette, 2013 (ISBN 978-2-01-160932-8)
- Oscar a toujours raison, Plon, 2013 (ISBN 978-2-259-21069-0)
- Auguste et son siècle, Artlys, 2014, (ISBN 978-2-85495-578-1)
- Jean-Pierre Angrémy, dit Pierre-Jean Remy, Institut de France, 2015
- Dictionnaire amoureux de l'Ecole, Plon, 2016, (ISBN 978-2-259-227599)
- Virgile, notre vigie, Fayard, 2017, (ISBN 978-2-213-70457-9)

## Ligações externos
Media relacionados com Xavier Darcos no Wikimedia Commons
- Biography (em francês)
- Official blog (em francês)